# Micropotamogale
Micropotamogale és un gènere de petits tenrecs semblants a llúdries originaris d'hàbitats riberins de les jungles de l'oest d'Àfrica. S'alimenten d'animals aquàtics i d'insectes que troben i capturen.
Se'n reconeixen dues espècies:
- Musaranya llúdria del Ruwenzori (Micropotamogale ruwenzorii)
- Musaranya llúdria nana (Micropotamogale lamottei)